# Julius Hjulian
Julius Hjulian (15 de março de 1903 - fevereiro de 1974) foi um futebolista norte-americano que atuava como goleiro. Ele competiu na Copa do Mundo FIFA de 1934, sediada na Itália, na qual a seleção de seu país terminou na última colocação dentre os 16 participantes. Fez sua carreira nos EUA nos anos 20 e 30, tem uma passagem pelo Celtic F.C da Escócia.